# Karalaica
Karalaica is een geslacht van hooiwagens uit de familie Assamiidae.
De wetenschappelijke naam Karalaica is voor het eerst geldig gepubliceerd door Roewer in 1927. 

## Soorten
Karalaica is monotypisch en omvat slechts de volgende soort:
- Karalaica atroscutata